# Tukka Dolok
Tukka Dolok is een bestuurslaag in het regentschap Humbang Hasundutan van de provincie Noord-Sumatra, Indonesië. Tukka Dolok telt 1298 inwoners (volkstelling 2010).